# Isotima punctata
Isotima punctata là một loài tò vò trong họ Ichneumonidae.